# 엔비디아 테슬라 퍼스널 슈퍼컴퓨터
엔비디아 테슬라 퍼스널 슈퍼컴퓨터(Nvidia Tesla Personal Supercomputer)는 엔비디아가 지원하고 여러 하드웨어 공급업체가 제작하는 데스크톱 컴퓨터 (개인용 슈퍼컴퓨터)이다. 엔비디아의 테슬라 GPGPU 브랜드의 기능을 시연하기 위한 것으로, 엔비디아의 CUDA 병렬 컴퓨팅 아키텍처를 활용하며 GPGPU당 최대 2688개의 병렬 처리 코어로 구동된다. 이는 엔비디아에 따르면 표준 PC보다 최대 250배 빠른 속도를 달성할 수 있게 한다.

## 같이 보기
- 엔비디아 테슬라
- 패스트라 II